# Reologi
Reologi, vetenskapen om fluiders och fasta kroppars deformation.
Reologi är läran om materiens deformations- och flytegenskaper. Man mäter storheter som exempelvis viskositet, elasticitet och flytgränser. Viskositet beskriver materialets flytbeteende och elasticitet beskriver materialets struktur. Material som uppvisar både viskösa och elastiska egenskaper benämns viskoelastiska och de reologiska egenskaperna styrs av strukturen hos ett material. Med kunskap om de reologiska egenskaperna och materialets struktur kan man förklara och förbättra såväl processegenskaper som materialets konsistens.